# Советская фантастическая литература
Советская фантастическая литература представляет собой корпус художественных фантастических текстов, написанных советскими писателями. Как и в целом советскую культуру, советскую фантастику можно разделить на ранний (довоенный) и поздний (послевоенный) период.
В советской фантастической литературе среди публикуемых произведений преобладала научная фантастика. Написание фэнтези, мистики, хоррора, киберпанка — популярных на Западе разновидностей фантастики — в СССР не приветствовалось, был запрет на целый ряд противоречащих ортодоксальному марксизму тем, что существенно ограничивало писателей в творчестве.

## История советской фантастической литературы
В 1920-е годы в СССР происходил бум научной фантастики. Советская фантастика 1920-х годов очень разнообразна. К ней относятся и строго «научная» (В. Обручев, К. Циолковский), и авантюрно-приключенческая фантастика с сильным ироническим подтекстом или с сатирическим переосмыслением фантастического допущения, порой носящая характер пародии или автопародии (В. Катаев, М. Шагинян, И. Эренбург, В. Гончаров, Я. Окунев, Б. Лавренёв, Вс. Иванов, В. Шкловский, А. Беляев, Л. Рубус, Н. Муханов, В. Гончаров, С. Беляев), и социальная фантастика (В. Итин, Я. Окунев, Б. Лавренёв, Б. Ясенский, Э. Зеликович, А. Беляев, В. Гончаров). В центре внимания русских фантастов этого времени находились классовые вопросы: авторы стремились к тому, чтобы отрефлексировать недавние события и выявить направление, в котором движется социальная действительность. Очень важную роль играла популяризаторская функция научной фантастики: считалось, что она должна ставить перед собой в основном задачи предвидения в области техники и естествознания.

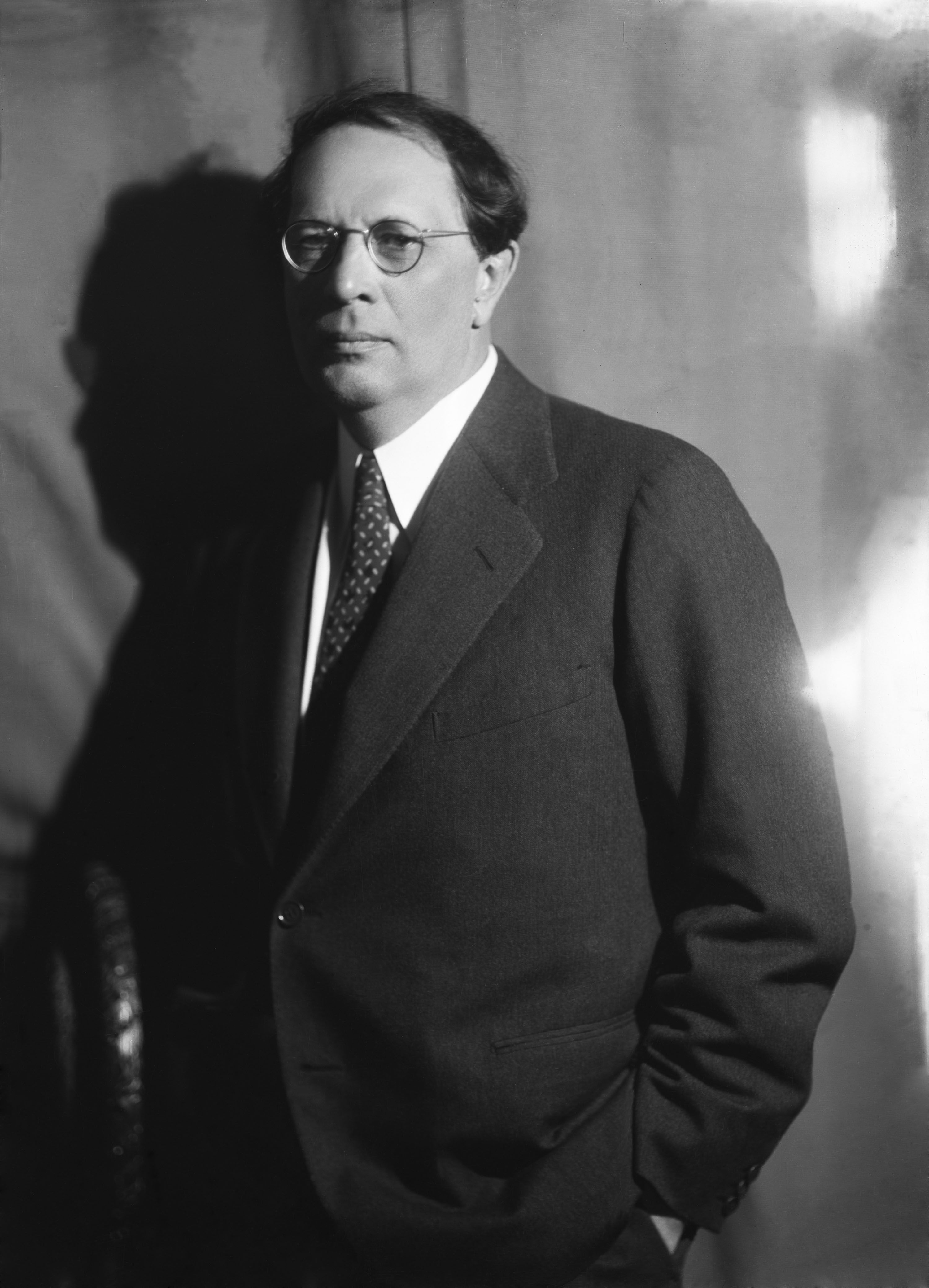
Алексей Николаевич Толстой

В 1923 году впервые публикуется написанный А. Н. Толстым в эмиграции роман «Аэлита», который надолго стал эталоном русской социально-фантастической прозы, сыграл большую роль в становлении советской фантастики. Роман представляет собой гармонический сплав бытового реализма с космической романтикой, героических приключений с философским размышлением. Научно-фантастическое начало в романе связано со сказочно-исторической, приключенческой, любовно-психологической, социально-революционной тематикой. Социальная проблематика затрагивается в романе А. Н. Толстого «Гиперболоид инженера Гарина», где универсальность фантастического изобретения, таящего в себе возможности и боевого, и промышленного применения, обеспечивает самые разнообразные психологические, детективные, памфлетные, героические, а по первоначальному замыслу — даже утопические художественные возможности. А. Н. Толстой продолжал уэллсовскую традицию в духе особенностей русского реализма, открывая для своих последователей пути реалистической универсализации научно-фантастической прозы, закладывая основу для тех изменений, что оказались для неё характерны в 1970—1980-е годы.
Ярким представителем фантастики 1910—1920-х годов был А. Грин, проза которого хотя и с трудом поддаётся жанровой классификации, но ряд её особенностей позволяет отнести писателя к числу основоположников фэнтези. При этом вымысел в фантастике Грина не имеет никакой мотивировки, даже сказочной. Чудесные, сверхъестественные способности героев Грина дают возможность показать романтику невозможного, высоту духа и низменные страсти. Особенности вымысла в произведениях Грина, по-своему очень оригинальные, восходят к переплетению сказочного и реального в народной сказке, у Гоголя и Достоевского.
Один из самых ярких представителей советской фантастики 1920—1940-х годов — А. Беляев (цикл рассказов «Изобретения профессора Вагнера»; романы «Человек, потерявший лицо», «Человек-амфибия», «Голова профессора Доуэля», «Ариэль» и др.). Его произведения и произведения С. Беляева, Л. Лагина, В. Обручева выделяются на общем фоне фантастики ближнего прицела сюжетным динамизмом:55. В произведениях А. Беляева находят отражение характерные для эпохи поиски жанровых форм, злободневность и мечта о будущем; его творчество очень богато в жанровом и тематическом отношении, до него русская фантастика не знала такого многообразия жанров. В то же время для произведений А. Беляева характерны неискусно или умозрительно придуманная гипотеза, чаще всего не вписанная убедительно в окружающую обстановку, бледность образов персонажей, послушное следование идеологическим догмам. В «Плутонии» и «Земле Санникова» В. Обручева внешнее правдоподобие сочеталось с увлекательными приключениями, описания природы и животного мира зрительно-выпуклы, задействована богатая эрудиция автора, однако существенным изъяном является недостаток литературной техники (образного языка, в частности).
Подлинная социально-критическая фантастика представляла собой скрытую оппозицию официальной линии развития советской фантастической прозы — к подлинной социально-критической фантастике относятся произведения М. Булгакова, Е. Замятина, А. Платонова, в творчестве которых получил развитие жанр антиутопии. В романе Булгакова «Мастер и Маргарита» присутствует синтез различных типов вторичной условности: объединение сатиры и фэнтези, мифа и философской условности. Для романа характерны стилистическая синтетичность и многопроблемность, вследствие чего жанр «Мастера и Маргариты» определить нелегко: роман-притча, роман-утопия, сатирический роман, исторический, приключенческий, философский — каждое из этих определений верно, но не полно:47.
Сюжет повести Булгакова «Собачье сердце» обычно интерпретируют как аллегорию коммунистической революции и ошибочной попытки её сторонников «радикально преобразовать человечество». В основе проблематики «Собачьего сердца» лежат тревожные размышления Булгакова о последствиях коренной перестройки в нравственных основах бытия, усердно проводившейся большевиками, заменяющими прежние моральные устои новыми. Проблемы эти, по своей сути глубоко философские, рассматриваются в повести на широком социальном фоне 1920-х годов, дающем возможность показать «бесчисленные уродства» социалистического быта:68.
Роман-антиутопия Замятина «Мы» (1920) был запрещён к изданию, его опубликовали в России лишь в 1988 году. «Мы» знаменовали собой рождение нового жанра в русской литературе, объединившего приключенческий роман, памфлет и научную статью. 

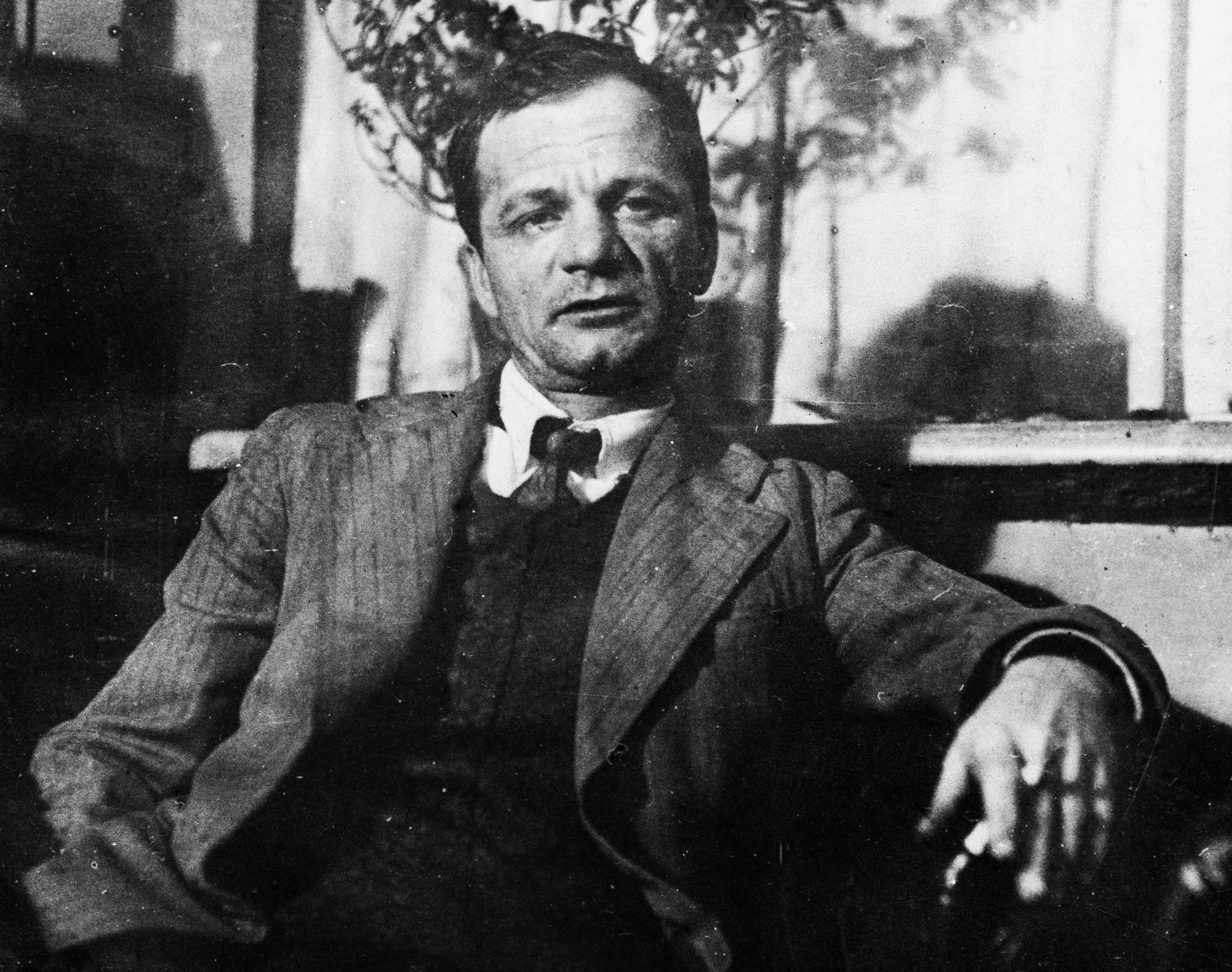
Андрей Платонов

Фантастико-утопические элементы присутствуют в немалом количестве повестей и рассказов Платонова, но в «Чевенгуре», «Котловане» и «Ювенильном море» они наиболее рельефны. Все три произведения можно назвать и утопиями, и антиутопиями; фантастовед В. Ревич характеризует их как «очень странные… утопии, не похожие ни на что другое в мировой литературе». Эти произведения имеют антитоталитарную направленность; как подчёркивает В. Ревич, Платонов выражает в них ту мысль, что «если средства для достижения возвышенных целей кровавы и бесчестны, то разговоры об их возвышенности — подлый обман, в лучшем случае — самообман»; автор с большой «художественной силой продемонстрировал… пустоту, никчёмность громких, якобы революционных фраз, которых сами произносящие чаще всего не понимают, или — что хуже — делают вид, что понимают».
Во второй половине 1930-х годов в советской фантастической литературе часто присутствовала тема будущей войны, при этом в произведениях такого рода (П. Павленко, Н. Шпанова, С. Беляева, Г. Адамова, Н. Автократова) преобладали бодряческие настроения, описывались быстрые решающие победы. Авторы таких произведений не смогли предугадать трагедию Великой Отечественной войны и, как впоследствии отмечал В. Ревич, «психологически разоружали советский народ перед лицом смертельной опасности».
В 1939—1940 годах вышел журнальный вариант романа Ю. Долгушина «Генератор чудес», автор которого ставил перед собой задачу изобразить сверхоружие, сделавшее бы СССР неуязвимым. Роман стал настолько популярен, что писатель получил множество писем, проводились читательские конференции. Однако во время Великой Отечественной войны предсказания Долгушина не сбылись: в войне не участвовали чудесные генераторы, которые могли бы усыпить целое войско. Достоинства романа — хорошо переданная атмосфера своего времени, психологизм (несмотря на избыток специальных сведений и «технологических» эпизодов, сближающих роман с возникшим поздней фантастико-производственным романом).
Мечта о сверхоружии присутствует также в романе «Тайна двух океанов» (1949) известного писателя Г. Адамова, который написан в беляевском духе и наполнен пространными естественнонаучными разъяснениями.

Александр Казанцев

Влиятельное положение в писательской иерархии занимал А. Казанцев, романы которого отличает, по утверждению В. Ревича, «крайне неизящная, неповоротливая, как звероящер, общая идея, вроде моста подо льдом из Советского Союза в Америку» («Арктический мост»). Однако роман «Пылающий остров» Казанцева, впервые опубликованный в 1940—1941 годы, содержит не только оригинальную гипотезу, но и по-настоящему выразительные описания картины задыхающейся Земли, воздух которой сгорает вследствие гигантского пожара. Впоследствии Казанцев сильно перерабатывал и дополнял свой роман, перенеся его действие на более позднее время, но сохраняя и приметы 1930-х годов, в результате чего в романе стали заметны анахронизмы.
В 1930—1950-е годы возросло идеологическое давление на советскую фантастику, от которой стали требовать строгой научности, связанной с событиями ближайшего будущего. Ко времени конца 1940-х — начала 1950-х относится расцвет в советской фантастике «фантастики ближнего прицела», истоки которой — в романе «Подводные земледельцы» А. Беляева (1930) и к представителям которой относятся в том числе В. Немцов, В. Сытин, В. Сапарин, В. Охотников. Создателями теории ближнего прицела (она же теория предела) были писатель В. Немцов и критик С. Иванов, требовавшие мечтать в пределах научно установленных фактов и не заглядывать в будущее больше чем на несколько лет вперёд, что привело к популяризации науки и техники того времени и к исчезновению социальной фантастики, которая начала уже развиваться в 1920—1930-е годы. Художественный уровень советской фантастики в период господства теории ближнего прицела существенно снизился по сравнению с 1930-ми годами.
Впоследствии фантастика ближнего прицела негативно оценивалась критиками и литературоведами. Так, фантастовед Е. Н. Ковтун характеризовала её как изображающую плоское и схематичное «светлое будущее» (А. Палей, Э. Зеликович и др.) и развивающую тему конфликта между миром социализма и западным буржуазным миром (В. Немцов, Ю. Долгушин). Характерна, по определению Е. Н. Ковтун, научно-техническая проблематика, упрощённые приключенческие сюжетные схемы. А. Ф. Бритиков утверждает, что присущая «фантастике ближнего прицела» установка «„на грани возможного“, объявленная в 40—50-е годы магистральной и единственной, привела к измельчанию научно-фантастической литературы», «к довольно скучноватому описательству открытий и изобретений, которые с большой натяжкой можно было назвать фантастическими». Как отмечает В. В. Шумко, фантазия авторов жёстко ограничивалась пятилетним планом развития, к основным фантастическим образам относятся немнущиеся брюки, самонадевающиеся ботинки, радиоуправляемые трактора и др.:55
Послевоенная эпоха и надвигающаяся космическая эра обозначили великий перелом в советской фантастической литературе, связанный в первую очередь с именами Ивана Ефремова и братьев Стругацких. В частности, Ефремов пишет утопию «Туманность Андромеды» (1957), явившуюся предвестником нового этапа развития советской фантастики, послужившую одним из толчков, пробуждающих сознание советского человека, и одной из отправных точек начавшейся в 1960-е годы перестройки его мышления. Этот роман воплощает собой новый подход к научной фантастике: в центре внимания теперь находится Человек и его насущные проблемы:56. Стругацкими написана утопия «Полдень, XXII век» (1961), задуманная, по их собственным словам, «как полемика и дерзкая попытка соревнования» с автором «Туманности Андромеды»:225—226. Популярность научной фантастики на рубеже 1950—1960-х годов достигает апогея, о чём свидетельствуют, в частности, многочисленные дискуссии на страницах периодических изданий.
К новому поколению фантастов, дебютировавших вскоре после первой публикации «Туманности Андромеды», относятся братья Стругацкие, А. Днепров, Г. Альтов, В. Журавлёва, С. Гансовский, В. Савченко, А. Громова, И. Варшавский, К. Булычёв, В. Михайлов, Д. Биленкин, Е. Войскунский и И. Лукодьянов, М. Емцев и Е. Парнов, В. Колупаев, О. Ларионова, В. Крапивин, А. Мирер, С. Снегов, С. Павлов, Г. Гор и др. Первые книги некоторых из представителей этой волны были излишне традиционны: основное внимание уделялось научно-техническим гипотезам, а персонажи, как и прежде, были безлики, выполняя функцию авторских рупоров; очень часто изображалось противопоставление СССР и Запада, и мир капитализма показывался лишь в чёрных красках. Однако в первой половине 1960-х годов в произведениях советских фантастов произошёл очень существенный поворот, писатели продолжили старые направления советской фантастики, существовавшие до периода господства теории ближнего прицела, и создали новые: была представлена как традиционная «технологическая», приключенческая и социально-утопическая фантастика, так и философско-психологическая, сатирическая и пародийная. В 1960-х — первой половине 1970-х годов ряд писателей-фантастов, и прежде всего Стругацкие, уходят из рамок «твёрдой научной фантастики».

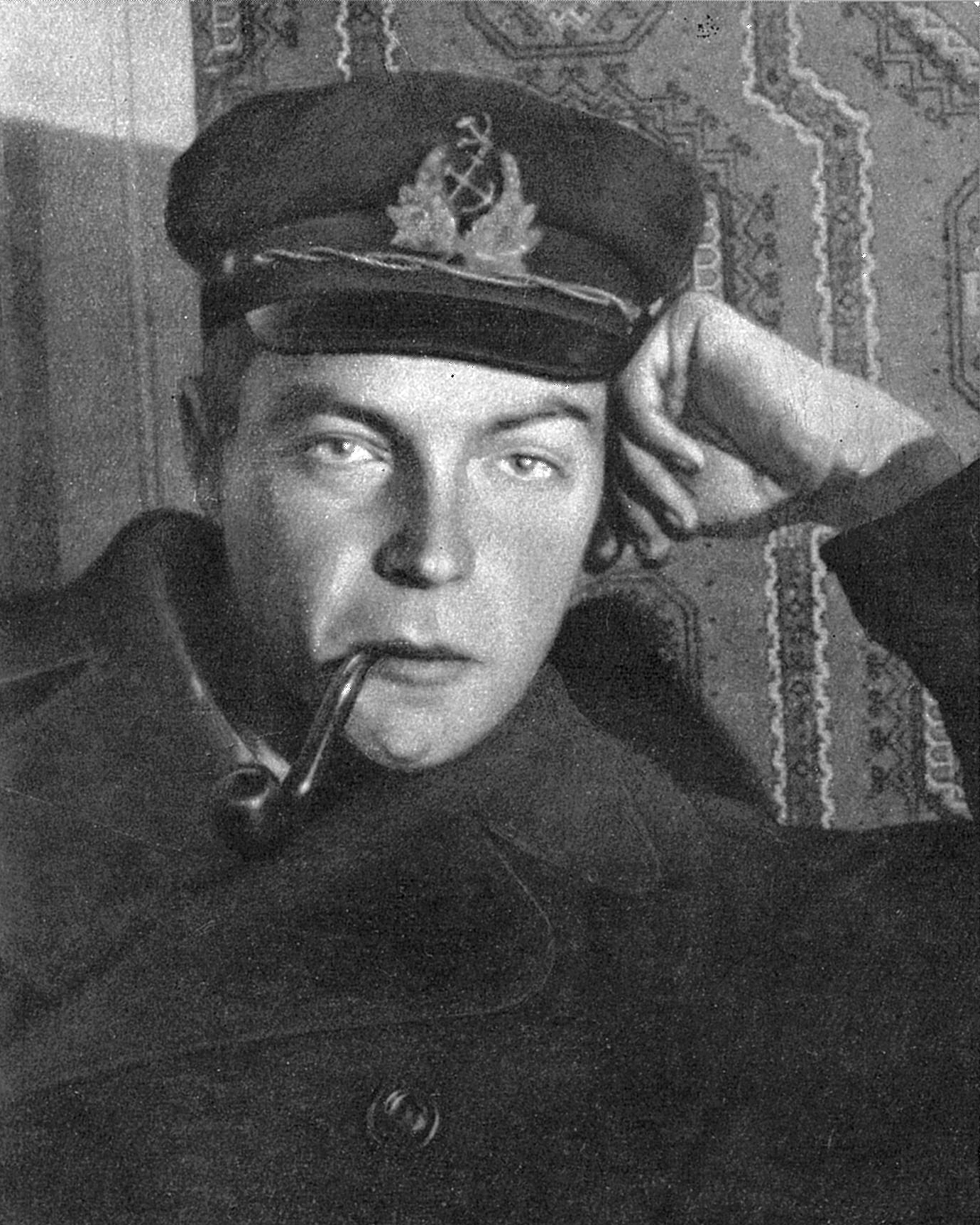
Иван Ефремов

Важной чертой советской фантастики 1960-х годов является её очень большое разнообразие — в жанровом, видовом, стилистическом, даже методологическом отношении. Она включает в себя большие романов-эпопеи, дилогии, трилогии, циклы (С. Снегов, Г. Мартынов, А. и Б. Стругацкие, Г. Гуревич, А. Казанцев) и пародийные миниатюры (И. Варшавский), суховатую философскую повесть (И. Ефремов, Г. Гор) и динамичный приключенческий роман (Е. Войскунский и И. Лукодьянов, П. Аматуни, Емцев и Парнов), философскую трагедию (О. Левада) и научно-фантастическую сказку (О. Павловский, В. Мелентьев, А. Волков, С. Жемайтис), научно-фантастические пьесы (И. Луковский, Савченко) и научно-фантастическую поэму (В. Чухров), психологические романы и повести (Ларионова, В. Невинский, М. Емцев и Е. Парнов, С. Гансовский, Н. Соколова, Н. Амосов) и научно-фантастические, фантастико-научные очерки, сближающиеся с популяризаторской прозой (В. Захарченко, Б. Ляпунов, А. Горбовский), новаторские парадоксальные рассказы А. Днепрова и более традиционные по форме, хотя порой парадоксальные по содержанию повести А. Шалимова, добротную научную фантастику И. Ефремова, А. Днепрова, Г. Альтова, В. Журавлёвой, В. Савченко, А. Меерова и фантастику как литературный приём у М. Емцева и Е. Парнова, А. Громовой, А. и Б. Стругацких и др. Одни и те же авторы порой прибегали ко всему этому широкому спектру возможностей: например, Альтов писал и романтические новеллы, и рассказы-трактаты, а в его написанной в соавторстве с Журавлёвой «Балладе о звёздах» объединено и то, и другое.
К особенностям советской фантастики 1960-х годов относится, по формулировке А. Ф. Бритикова, тематический «взрыв»: писатели стали обращаться к самым различным темам, что особенно было заметно по контрасту с преобладавшей недавно «фантастикой ближнего прицела». Распространение получили такие темы, как природа времени и парадоксы пространства — времени, антигравитация, пришельцы из космоса и космические путешествия, сверхсветовые скорости, свёртывание пространства, превращение пространства в вещество и наоборот, искусственное управление эмоциями, телепатия, биология будущего, искусственный интеллект и др. Углубляется содержание произведений; начинает преобладать социально-философская проблематика. Начиная с 1960-х годов к соцреалистическим по своей сути темам «светлого будущего», «нового человека», вселенского братства разумов авторы социальной фантастики начинают прибегать всё реже и реже, а в рамках этих тем существенно смещают акценты. На первом плане оказались такие проблемы, как отсутствие понимания между различными типами интеллекта, беззащитность человека перед непостижимой сложностью бытия, негативные варианты развития цивилизации. Популярными писателями-фантастами позднесоветской эпохи становятся братья Стругацкие, произведения которых неоднократно экранизировались впоследствии («Сталкер», 1979; «Трудно быть богом», 1989 и пр.). Не меньшую популярность благодаря многочисленным экранизациям приобрёл Кир Булычёв с его циклами «Приключения Алисы» (начат в 1965), «Гуслярские истории».
Одним из следствий критической позиции авторов научной фантастики последних десятилетий советского времени явилась возросшая роль иронии и гротеска, сатиры на современность, скрытых нападок на официальные догмы, пародирования штампов «классической» научной фантастики. Научная фантастика на долгое время стала удобной формой «эзопова языка» для десятков писателей: с помощью её можно было свободно освещать проблемы окружающей реальности, чего не могли себе позволить писатели-«реалисты». В частности, начиная со второй половины 1960-х годов усилилась иносказательность произведений Стругацких. В их повестях «Улитка на склоне», «Второе нашествие марсиан», «Гадкие лебеди», романе «Град обреченный» ощутима социально-критическая направленность: в них присутствуют темы взаимоотношений интеллигенции и власти, свободы творчества в условиях диктатуры, губительной для общества бюрократии и др. Эта социально-критическая направленность не противоречит философичности и «вечности» проблематики произведений Стругацких, так как их можно осмыслять на разных уровнях: тексты можно воспринять и как сатирические памфлеты, и как притчи о преодолении человеком мещанства и трусости в глубинах собственной души.

Братья Стругацкие в 1980-е годы

В фантастике СССР 1970—1980-х годов постепенно усиливались критические тенденции, что проявлялось в уходе авторов от глобальных социальных вопросов и сюжетных схем планетарных утопий в сферу «вечных» философских проблем (примеры — повести Стругацких «Пикник на обочине», «Жук в муравейнике», «За миллиард лет до конца света»). Названные произведения по своей проблематике и художественной форме близки к притче, социально-психологическому или философскому роману. Ведущим структурным принципом в них, наряду с научно-фантастическим допущением, становилось философское иносказание.
В 1970—1980-е годы в развитии советской фантастики происходит застой, сочетающийся, тем не менее, с активным поиском новых художественных принципов и форм, которые получили дальнейшую разработку уже в постсоветское время. Причинами застоя были как конец «оттепели» и усиление цензурного гнёта, так и исчерпанность основного круга тем и проблем научной фантастики. Представители этого поколения советской фантастики (так называемая четвёртая волна) часто не могли пробиться к читателю десятилетиями. Однако четвёртая волна расширила тематическое пространство русской фантастики, привнесла элементы сюрреализма и других направлений, ориентировалась на новейшие тенденции западной фантастики, включая киберпанк. Во второй половине 1980-х годов социальная фантастика в творчестве представителей четвёртой волны отличалась от литературы основного потока намного меньше, чем фантастика два десятка лет назад. Арсенал художественных средств писателей этой волны мало отличался от художественных средств писателей мэйнстрима. Представителями четвёртой волны являются Святослав Логинов, Вячеслав Рыбаков, Андрей Столяров, Андрей Лазарчук, Любовь и Евгений Лукины, Борис Штерн, Михаил Успенский, Далия Трускиновская, Эдуард Геворкян, Далия Трускиновская, Владимир Покровский, Виталий Бабенко, Александр Бачило, Дмитрий Биленкин, Юрий Брайдер и Николай Чадович, Александр Бушков, Михаил Веллер, Людмила Козинец, Алан Кубатиев, Антон Молчанов:56, Андрей Саломатов, Андрей Измайлов, Лев Вершинин и другие. Иногда к представителям четвёртой волны также причисляют Геннадия Прашкевича, Андрея Балабуху, Василия Головачёва.
Углублённый интерес к философской проблематике, к человеческой психологии, к непростым взаимоотношениям человека с окружающими связан с так называемой «ленинградской волной» фантастики, возникшей в рамках семинара Бориса Стругацкого или под влиянием этого семинара.

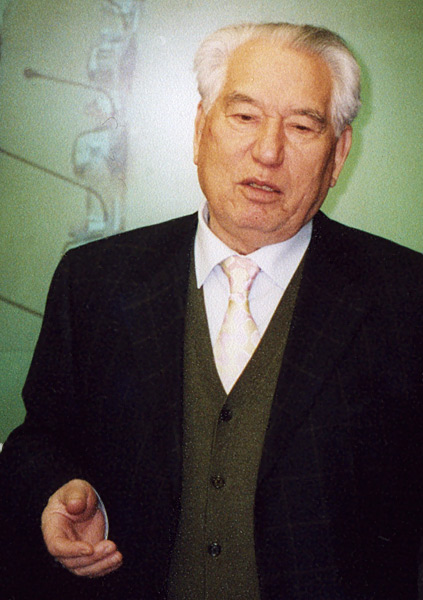
Чингиз Айтматов

Из-за негласного запрета на публикации фэнтезийных произведений писатели советского времени вынуждены были маскировать фэнтези под «фантастику для детей» или «сказочно-фантастическую прозу». К произведениям, где присутствует «волшебный» взгляд на мир, относятся романы В. Крапивина и Кира Булычёва. Филолог Е. А. Сафрон отмечает, что к фэнтези для детей относятся циклы повестей о волшебнике Изумрудного города А. Волкова и «Повелитель волшебных ключей» С. Прокофьевой. Критик Б. Невский упоминает, что с ролью фэнтези в СССР прекрасно справлялись литературные сказки «с волшебством», такие как цикл Вениамина Каверина о городке Немухине. Другой вариант — маскировка фэнтези под научную фантастику, что характерно для ряда произведений, в том числе романа В. Орлова «Альтист Данилов». К предфэнтези известный критик Д. Володихин относит тексты Ольги Ларионовой, Людмилы Козинец, Евгения Богарта и некоторых менее известных авторов.
Фантастику в СССР писали в том числе писатели-нефантасты — представители писательской элиты советского общества:21 (включая Л. М. Леонова, В. Ф. Тендрякова, В. Б. Шкловского:21, Н. В. Думбадзе, В. Г. Распутина), а также представители других профессиональных элит (Н. М. Амосов):21—22.
Немало возможностей предоставлял для фантастики типа фэнтези уход в сферу философской и мифологической условности. Благодаря всеобщему увлечению латиноамериканским литературным мифом и европейским магическим реализмом фэнтези принимала облик притчи и неомифа с национальным уклоном как в творчестве Чингиза Айтматова и Анатолия Кима, так и в творчестве ряда представителей болгарской, сербской и хорватской литературы. Литература этой разновидности нашла продолжение в экспериментах постмодернистов конца XX века.
К украинской фантастической литературе первых десятилетий советской власти относятся произведения Дмитрия Бузько, Николая Трублаини, Юрия Смолича:63, периода 1960—1970 годов — произведения Юрия Бедзика, Олеся Бердника, Владимира Владко, Николая Дашкиева, Николая Руденко и др.:66 В частности, популярным писателем фантастики был Олесь Бердник, книги которого переведены на множество языков, включая русский, английский, французский, немецкий, польский, и который сочетал рассудительную логику научной фантастики с мечтательностью романтической литературы и с особенностями старинного жанра легенды. К главным проблемам, интересовавшим писателя, относятся соотношение тела и духа, человек в развивающемся мире, значение человека во Вселенной, космос человеческой сущности. На позднем этапе своего творчества Бердник часто прибегает к жанру литературной сказки, мифа, легенды, философского романа-притчи.

## Журналы и издательства
В Советском Союзе фантастика публиковалась журналами «Мир приключений», «Вокруг света» (под таким изданием выходило два журнала — московский и ленинградский), «Всемирный следопыт», «Борьба миров», «Красная новь», «Пионер», «Знание — сила», «Техника — молодёжи», «Уральский следопыт», «Химия и жизнь», «Юный техник», «Аврора», «Иностранная литература», «Юность», «Смена», «Литературная Россия», «Сибирские огни», «Молодая гвардия», «Наука и жизнь» и др. В качестве приложения к «Вокруг света» публиковался журнал фантастической и приключенческой литературы «Искатель», содержащий художественные произведения, научно-популярные, критические и историко-литературные материалы. Функцию несуществующего специализированного периодического фантастического издания выполнял также «Уральский следопыт», с 1960-х не только систематически публиковавший русскую научную фантастику, но и отдававший ей предпочтение в объёме. Благодаря рубрике «Мой друг — фантастика» и ежегодной НФ викторине «Уральского следопыта», по сути, начался советский фэндом. Даже техническая периодика размещала на своих страницах художественную фантастику («Авиация и химия») и разборы научно-фантастических допущений («В бой за технику»).
Известные литературные журналы тоже печатали фантастику — в частности, «Аврора», «Иностранная литература», «Даугава». «Роман-газета» с 1984 года публиковала ежегодные «фантастические номера», а в журнале «Парус» (Минск) в 1988—1990 годы каждый седьмой номер года был посвящён фантастике. В толстых ежемесячниках и солидных библиографических изданиях печатались критические отклики: так, «Молодая гвардия», «Новый мир», «Вопросы литературы», «Русская литература» откликались на выход фантастических книг рецензиями и статьями. Критические и библиографические материалы о фантастике регулярно выходили в журналах «Литературное обозрение», «В мире книг», «Детская литература» и в газете «Книжное обозрение». Полемические материалы о фантастике публиковались в «Литературной газете», «Промышленно-экономической газете», «Комсомольской правде», «Известиях». В сугубо научном гуманитарном журнале «Советская библиография» в 1980-е годы была регулярная рубрика «Библиография фантастики».
При нескольких центральных советских издательствах существовали специализированные редакции приключенческой и фантастической или научно-популярной и фантастической литературы. К числу издательств, публикующих фантастику, относились «Мир», «Прогресс», «Молодая гвардия», «Художественная литература», «Детгиз», «Советский писатель», «Знание», «Лениздат».
В 1920-е годы начали выходить сборники путешествий, фантастики и приключений «На суше и на море», возобновлён их выпуск был в 1960-е годы. В конце 1920-х годов издательство «Молодая гвардия» выпустило три книги «Современной библиотеки путешествий, краеведения, приключений и фантастики».
С 1954 года в издательстве «Детская литература» публиковалась серия «Библиотека приключений и научной фантастики». С 1962 года в издательстве «Молодая гвардия» выходили ежегодные сборники «Фантастика», с 1964 года в издательстве «Знание» — «НФ. Сборник научной фантастики». «Молодая гвардия» выпускала 25-томную «Библиотеку современной фантастики» — наиболее авторитетную в СССР мировую антологию фантастической прозы, в которой печатались как советские фантасты, так и зарубежные; а с 1967 года в «Молодой гвардии» выходила серия «Библиотека советской фантастики», за 25 лет в которой было опубликовано более 100 книг.  В 1964—1992 выходил ставший культовым альманах «НФ», созданный издательством «Знание». Издательство «Мир» занималось пропагандой зарубежной фантастики. Сходные издательские структуры функционировали на Украине, в Прибалтике, Казахстане и Узбекистане.
Однако в СССР не существовало официальных специализированных журналов и газет, посвящённых фантастике. В апреле 1983 года член КЛФ «Зодиак» (Сенгилей Ульяновской области) журналист Александр Коклюхин отпечатал в типографии первый номер газеты «Великое Кольцо», тираж которого составил 300 экземпляров. Эта газета стала предшественницей выходящих в постсоветское время специализированных фантастических журналов: «Если», «Мира фантастики», «Реальности фантастики» и др. Но власти сразу же прекратили издание журнала, и это стало началом гонений на клубы любителей фантастики.
После наступления перестройки и окончания гонений на КЛФ начали выходить периодические клубные издания, объём которых составлял от 1 страницы до 50, а тираж — 50—100 экземпляров и более. К таким изданиям относились фэнзины «Гея» (Краснодар, публиковались рассказы участников малеевского семинара фантастов и начинающих местных авторов), «Измерение Ф» (Ленинград, публиковались произведения участников семинара Бориса Стругацкого и переводы), «Параллакс», «Окула»; информационные издания (ньюслеттеры), стремившиеся информировать фэндом СССР о событиях в мире фантастики: «Гелиос» (Киев — Тбилиси), «Оверсан-Информ» (Севастополь); публицистические фэнзины, в которых выходили статьи о творчестве писателей и насущных проблемах фэн-движения, интервью с фантастами, обзоры публикаций в журналах, рецензии: «Просвет» (Тюмень), «Фен-О-Мен» (Винница), «Фэн-Фэн» (Самара) и особенно выделявшийся среди публицистических фэнзинов журнал «Оверсан» (Севастополь).
В 1990 году начали появляться журналы фантастики, претендовавшие на то, чтобы быть профессиональным изданием. Первым из них оказался выходивший в Минске журнал «Фантакрим-MEGA» (редактор Е. Шур), публиковавшийся книгоиздательским концерном «Эридан». Этот журнал, отличавшийся раскованным экспериментальным дизайном, публиковал самые различные материалы: от переводов и новых произведений российских авторов, биографий фантастов до текущей критики. «Фантакрим-MEGA» выходил до 1995 года.

## Фэндом
Длительное время развитого фэндома в СССР, в отличие от Запада, не было — хотя кружки и объединения поклонников фантастики при библиотеках, школах и других учреждениях получили распространение ещё с 1920-х годов.
В 1970-е годы фэндом начал развиваться и в СССР. Такая проблема, как книжный дефицит, привела к взаимному обмену книгами и мнениями о прочитанных текстах. При обществах книголюбов, библиотеках, домах культуры стихийно организовывались клубы любителей фантастики (КЛФ). Количество КЛФ достигало, по разным данным, нескольких сотен. Информация о том, когда появился первый в СССР КЛФ, противоречива. Так, в журнале «Техника — молодёжи» говорилось, что первый клуб под названием «Стажёры» был создан в 1972 году в Тбилиси. Однако на сайте «Фэндом.ru» даны сведения о КЛФ, существовавших ещё в 1960-е годы: клуб любителей фантастики МГУ (первое упоминание в печати — 1968 год), харьковский КЛФ с неизвестным названием, клуб «Фант» в Хабаровске (1966). Тем не менее авторы «Техники — молодёжи» указывают на создание «Фанта» в середине 1970-х годов.
КЛФ включали в себя не только читателей, но и авторов, критиков, переводчиков. В клубах проводились театрализованные и тематические вечера, лекции, диспуты и др. Члены клубов собирали клубные библиотеки, составляли библиографии фантастики, занимались переводами книг зарубежных фантастов. Выпускался «самиздат» в виде зарубежной фантастики (в самостоятельных переводах, называвшихся ЛПФ — «любительские переводы фантастики») и отечественной фантастики (запрещённой или не рекомендованной к публикации). У многих КЛФ были странички фантастики в молодёжных газетах: например, клуб «Зодиак» из Сенгилея сотрудничал с районной газетой «Путь Ленина», волгоградский «Ветер Времени» — с областной газетой «Молодой ленинец», «Циолковский» из Минска — с республиканской газетой «Знамя юности». Во второй половине 1980-х годов КЛФ были объединены во Всесоюзный совет КЛФ под эгидой ЦК ВЛКСМ.
В. Комиссаров указывает, что в 1960-е годы в СССР существовали четыре КЛФ, в 1970-е годы было создано уже восемь клубов, а в период 1981—1985 годов возникло 66 организаций. Самый «урожайный» период — 1986—1991 годы, когда возникло 118 КЛФ. К началу перестройки КЛФ обладали таким рядом особенностей: сеть клубов по территории СССР, регулярно проводящиеся фестивали и семинары, независимость в плане организации от власти; развитая система «самиздата»; «натянутые» отношения с властью.
В 1974 году начал работать Ленинградский семинар молодых писателей-фантастов. Ленинград явился одним из центров развития советской фантастики. В нём действовал не только семинар Бориса Стругацкого, но и клуб любителей фантастики «Миф-ХХ» (председатель — А. Сидорович), литературная студия А. Д. Балабухи и А. Ф. Бритикова, при ленинградском Союзе писателей работала секция по фантастической и научно-художественной прозе.
В 1980 году Правлением Союза писателей РСФСР и редакцией журнала «Уральский следопыт» была учреждена первая в СССР премия за лучшие произведения в области фантастики. Первое вручение премии «Аэлита» произошло в 1981 году в Свердловске, премию получили Александр Казанцев за роман «Купол надежды» и Аркадий и Борис Стругацкие за повесть «Жук в муравейнике». Долгое время премия «Аэлита» оставалась единственной такой наградой в СССР. Постепенно её вручение превратилось в фестиваль, где собиралось несколько сотен человек и работали различные секции. Вскоре после этого появился приз имени И. Ефремова за вклад в развитие отечественной научно-фантастической литературы. В 1982 году в Малеевке, а потом в Дубултах стал проводиться Всесоюзный семинар молодых писателей-фантастов.
19 марта 1984 года отдел пропаганды ЦК КПСС подготовил секретную записку для Секретариата ЦК, в жёсткой форме критиковавшую движение КЛФ. Клубам любителей фантастики предъявлялся ряд обвинений, в том числе выпуск рукописных журнальчиков и информационных бюллетеней, запрещённый положениями о любительских организациях. 16 апреля того же года на заседании Секретариата ЦК КПСС было принято решение о роспуске тех КЛФ, деятельность которых причиняет вред воспитанию молодёжи, и запрете членам КЛФ распространять свои печатные материалы. Однако обкомы и райкомы не стали выяснять, причиняет ли тот или иной конкретный КЛФ вред воспитанию молодёжи, и многие клубы были закрыты, а деятельность оставшихся парализована. Членов КЛФ вызывали на беседы в партийные органы, на допросы в КГБ, в прессе публиковались пасквили и фельетоны о любителях фантастики, из личных библиотек изымали самодельные книги. Активиста движения клуба любителей фантастики Андрея Черткова даже исключили из комсомола, что неизбежно привело к проблемам с трудоустройством по специальности. С наступлением перестройки и началом «гласности» КЛФ стали возрождаться.
На рубеже 1980—1990-х годов при издательстве «Молодая гвардия» была создана первая в СССР организация, занимающаяся изданием фантастики на коммерческой основе, — Всесоюзное творческое объединение молодых писателей-фантастов.